# FAT TOM
FAT TOM es una abreviatura mnemotécnica utilizada en la industria de servicios alimentarios para describir las seis condiciones favorables requeridas para el crecimiento de patógenos transmitidos por los alimentos. Es un acrónimo de las siglas en inglés de alimentos, acidez, tiempo, temperatura, oxígeno y humedad.

## Condiciones
Cada una de las seis condiciones que fomentan el crecimiento de patógenos transmitidos por los alimentos se definen en rangos establecidos:
| F | Comida (Food)             | Hay suficientes nutrientes disponibles que promueven el crecimiento de microorganismos. Los alimentos ricos en proteínas, como la carne, la leche, los huevos y el pescado son los más susceptibles. |
| A | Acidez (Acidity)          | Los patógenos transmitidos por los alimentos requieren un nivel de pH ligeramente ácido de 4.6-7.5, mientras que prosperan en condiciones con un pH de 6.6-7.5. Las regulaciones de la Administración de Drogas y Alimentos de los Estados Unidos (FDA) para alimentos ácidos / acidificados requieren que los alimentos se lleven a un pH de 4.5 o inferior.                              |
| T | Tiempo (Time)             | Los alimentos deben retirarse de "la zona de peligro" (ver más abajo) dentro de dos a cuatro horas, ya sea por enfriamiento o calentamiento. Si bien la mayoría de las pautas establecen dos horas, unas pocas indican que cuatro horas siguen siendo seguras. |
| T | Temperatura (Temperature) | Los patógenos transmitidos por los alimentos crecen mejor en temperaturas entre 5 a 57 °C, un rango denominado zona de peligro de temperatura (TDZ). Ellos prosperan en temperaturas que están entre 21 a 40 °C. |
| O | Oxígeno (Oxygen)          | Casi todos los patógenos transmitidos por los alimentos son aeróbicos, lo que requiere oxígeno para crecer. Algunos patógenos, como el Clostridium botulinum , la fuente del botulismo, son anaeróbicos. |
| M | Humedad (Moisture)        | El agua es esencial para el crecimiento de patógenos transmitidos por los alimentos, la actividad del agua (aw) es una medida del agua disponible para su uso y se mide en una escala de 0 a 1.0. Los patógenos transmitidos por los alimentos crecen mejor en alimentos que tienen aw entre 0,95 y 1,0. Las regulaciones de la FDA para alimentos enlatados requieren aw de 0.85 o menos. |